# Lasiacis
Lasiacis là một chi thực vật có hoa trong họ Hòa thảo (Poaceae).

## Loài
Chi Lasiacis gồm các loài: